# 아벨 파체코
아벨 파체코(스페인어: Abel Pacheco, 1933년 12월 22일 ~ )는 코스타리카의 소설가 겸 정치인이다. 2002년부터 2006년까지 코스타리카의 대통령으로 재임했으며, 중도 우파 정당인 기독교사회통합당(PUSC)의 일원이다. 2002년 대통령 선거에서 58%의 득표율로 당선되었다. 본명은 아벨 파체코 델 라 에스프리에야(스페인어: Abel Pacheco de la Espriella)이다.
코스타리카 산호세에서 바나나 농주의 여섯 번째 아들로 태어났다. 어린 시절은 리몬에서 보냈지만, 중등 교육을 위해 수도로 돌아왔다. 그는 장학금을 이용하여 멕시코국립자유대에서 의학을 전공했으며, 루이지애나주립대에서 심리학을 전공했다.
이무렵 그는 라파엘 A. 칼데론 과르디아 대통령을 주도로 한 혁명에 참가했으나, 호세 피게레스 대통령에 의해 실패하고 만다. 그 결과 니카라과에서 아나스타시오 소모사 가르시아가 대통령직에 복귀했으며, OAS와 국제사회로부터 유죄판결을 받게 된다. 1949년 군대를 폐지한 나라의 실정에 따라, 그들은 준비를 제대로 하지 못해 이런 결과를 초래하고 만다.
1970년대에서 1990년대를 걸쳐, 파체코는 코스타리카의 단편 TV프로에서 인기있는 사회자로서 활동했다. 이 무렵 그는 코스타리카대학에서 학생들을 가르쳤다.
2002년 대통령 선거에 출마하였다. 첫 선거에서 38.6%의 득표율을 얻었고, 2차 선거에서 58%의 득표율로 민족해방당(PLN)의 롤란도 아라야(Rolando Araya)를 제치고 당선되었다.